# Maksymilian Jakubowicz
Maksymilian Jakubowicz (ur. 1785, zm. 14 kwietnia 1853 w Żytomierzu) – polski filozof, filolog i nauczyciel.

## Życiorys
Studiował na Uniwersytecie Wileńskim razem z Joachimem Lelewelem. Zdał egzamin dla kandydatów na nauczycieli i rozpoczął pracę jako nauczyciel języka greckiego i łaciny. Pracował w szkołach w Łucku, Świecianach, Świsłoczy i w Warszawie. Od 1824 uczył w Liceum Krzemienieckim  i kierował gabinetem numizmatycznym do czasu zamknięcia szkoły w 1832.
W 1834 rozpoczyna nauczanie literatury starożytnej w Uniwersytecie Kijowskim, prowadząc wykłady po łacinie.
Prowadził również wykłady z literatury łacińskiej w uniwersytecie moskiewskim. 
W 1842 otrzymuje emeryturę i osiada w Żytomierzu. Pracuje naukowo do końca życia. Umiera 14 kwietnia 1853 i pochowany został w Żytomierzu.

## Twórczość
- Grammatyka języka polskiego, w 2-ch częściach, Wilno, 1823; drugie wydanie poprawione i uzupełnione, tamże, 1825—27, w 5-ciu częściach.
- Grammatyka języka łacińskiego do użytku szkół przeznaczona, 2 części, Wilno, 1825.
- Wypisy z autorów klasycznych rzymskich, dopełniające naukę przypadkowania i czasowania łacińskiego, dla klasy I i II szkół powiatowych, Wilno, 1825.
- Grammatyka języka łacińskiego, część IV o składni, Wilno, 1826;
- O sposobie uczenia języków, Wilno, 1826,
- Filozofija chrześcijańskiego życia w porównaniu z filozofiją naszego wieku panteistyczną, 3 części, Wilno, 1853.